# Криохимический синтез
Криохимический синтез (англ. cryochemical synthesis, cryochemical processing, cryoprocessing) — совокупность методов синтеза веществ и материалов, основанных на использовании низкотемпературных химических процессов.

## Описание

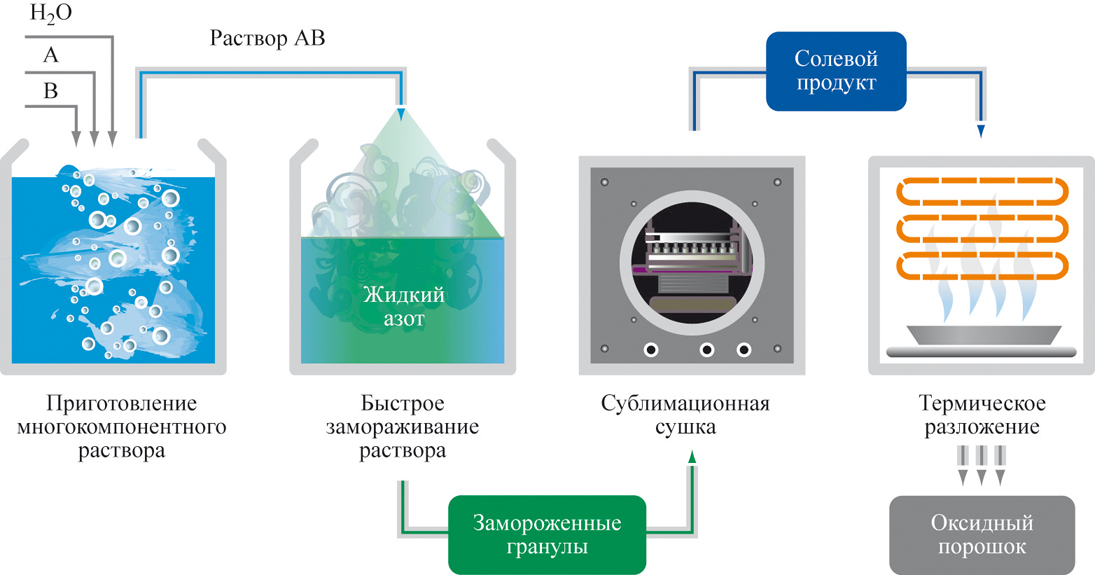
Основные процессы криохимического синтеза с использованием замороженных водных растворов.

Наибольшее распространение получили методы с использованием водных растворов. При этом раствор, суспензия или продукт химического соосаждения компонентов исходного раствора, содержащие катионы синтезируемого материала в стехиометрическом соотношении, подвергаются быстрому замораживанию и сублимационной сушке в вакууме с последующим термическим разложением. Продуктом синтеза обычно является оксидный порошок с размером кристаллитов 40-300 нм, степень агломерации которых существенно зависит от выбора субстанции, подвергаемой замораживанию (раствор/суспензия/осадок). Возможно также удаление льда низкотемпературной экстракцией в полярных органических растворителях (криоэкстракция) и соосаждение компонентов из замороженного раствора в низкотемпературном растворе осадителя (криоосаждение).
При нанесении катализаторов на пористые носители целесообразно использовать метод криопропитки, в котором быстрому замораживанию и сублимационной сушке подвергаются носители, пропитанные раствором каталитически активного компонента. Применение низких температур позволяет значительно повысить однородность распределения микрокомпонента по поверхности носителя.
Некоторые авторы к числу криохимических относят и методы низкотемпературного механохимического воздействия, в частности, криопомол.
Осаждение паров металлов на охлаждаемые до низких температур поверхности в присутствии инертных газов или органических веществ является эффективным методом получения наночастиц металлов размером 1-10 нм (см. криоконденсация, криохимия).